# Даоюань

Даоюань (Храм Дао) — синкретическая религиозная организация, возникшая в Шаньдуне в 1916 г. на основе общины, практиковавшей медиумные сеансы. (см. Саньцай). Постепенно Даоюань и связанные с ним светские организации (главным из которых являлось Общество Красной Свастики) получили распространение во всем Китае. Даоюань и Общество Красной Свастики представляли собой как бы двуединую организацию с общим членством; в рамках Даоюань осуществлялась религиозная деятельность, а в рамках ОКС — благотворительность. 
После прихода к власти КПК деятельность Даоюань на материке была прекращена, однако продолжается на Тайване, в Сянгане, Японии и в Сингапуре. 
На Тайване Даоюань действовал с 1930-х годов. Однако имевшиеся тогда общины этой религии состояли исключительно из японцев (японское население Тайваня выехало в Японию в 1945-46 годах). Китайские общины возникают там лишь после возвращения острова под юрисдикцию Китая и прибытия туда беженцев с материка в конце 1940-х годов. 
ОКС и Даоюань действуют на Тайване с 1948 г.. На 1949 г. общая численность старых и новых последователей ОКС и Даоюань на Тайване составляла около 100 человек, затем она постепенно выросла и в 1980-е годы оценивалась в более 10 тыс. чел. Члены тайваньской организации ОКС - это в основном выходцы из материкового Китая, сейчас уже достигшие преклонного возраста. Даоюань имеет более десяти отделений в разных районах Тайваня и осуществляет разного рода деятельность в области благотворительности.
В настоящее время Даоюань имеет там лишь 1-2 тыс. последователей